# Liste der Bodendenkmale in Grömitz
In der Liste der Bodendenkmale in Grömitz sind die Bodendenkmale der Gemeinde Grömitz nach dem Stand der Bodendenkmalliste des Archäologischen Landesamts Schleswig-Holstein von 2016 aufgelistet. Die Baudenkmale sind in der Liste der Kulturdenkmale in Grömitz aufgeführt.
| Denkmal-ID           | Befundart               | Bezeichnung                              | Zeitstellung                 | Lage                     | Bemerkungen | Bild |
| -------------------- | ----------------------- | ---------------------------------------- | ---------------------------- | ------------------------ | ----------- | ---- |
| aKD-ALSH-Nr. 002 014 | Grabmal > Grabhügel     | Grabhügel                                | Vor- und/oder Frühgeschichte |                          |             |      |
| aKD-ALSH-Nr. 002 015 | besonderer Stein        | Inschriftenstein/Grenzstein/Schalenstein |                              |                          |             |      |
| aKD-ALSH-Nr. 002 016 | Grabmal > Großsteingrab | Steinkammer                              | Neolithikum                  |                          |             |      |
| aKD-ALSH-Nr. 002 017 | Grabmal > Grabhügel     | Grabhügel                                | Vor- und/oder Frühgeschichte |                          |             |      |
| aKD-ALSH-Nr. 002 018 | Grabmal > Grabhügel     | Grabhügel                                | Vor- und/oder Frühgeschichte |                          |             |      |
| aKD-ALSH-Nr. 002 019 | Grabmal > Grabhügel     | Grabhügel                                | Vor- und/oder Frühgeschichte |                          |             |      |
| aKD-ALSH-Nr. 002 020 | Grabmal > Grabhügel     | Grabhügel                                | Vor- und/oder Frühgeschichte |                          |             |      |
| aKD-ALSH-Nr. 002 021 | Grabmal > Grabhügel     | Grabhügel                                | Vor- und/oder Frühgeschichte |                          |             |      |
| aKD-ALSH-Nr. 002 022 | Grabmal > Grabhügel     | Grabhügel                                | Vor- und/oder Frühgeschichte |                          |             |      |
| aKD-ALSH-Nr. 002 023 | Grabmal > Grabhügel     | Grabhügel                                | Vor- und/oder Frühgeschichte |                          |             |      |
| aKD-ALSH-Nr. 002 024 | Grabmal > Grabhügel     | Grabhügel                                | Vor- und/oder Frühgeschichte |                          |             |      |
| aKD-ALSH-Nr. 002 025 | Grabmal > Grabhügel     | Grabhügel                                | Vor- und/oder Frühgeschichte |                          |             |      |
| aKD-ALSH-Nr. 002 026 | Grabmal > Grabhügel     | Grabhügel                                | Vor- und/oder Frühgeschichte |                          |             |      |
| aKD-ALSH-Nr. 002 027 | Grabmal > Grabhügel     | Grabhügel                                | Vor- und/oder Frühgeschichte |                          |             |      |
| aKD-ALSH-Nr. 002 028 | Grabmal > Grabhügel     | Grabhügel                                | Vor- und/oder Frühgeschichte |                          |             |      |
| aKD-ALSH-Nr. 002 029 | Grabmal > Grabhügel     | Grabhügel                                | Vor- und/oder Frühgeschichte |                          |             |      |
| aKD-ALSH-Nr. 002 030 | Grabmal > Grabhügel     | Grabhügel                                | Vor- und/oder Frühgeschichte |                          |             |      |
| aKD-ALSH-Nr. 002 031 | Grabmal > Grabhügel     | Grabhügel                                | Vor- und/oder Frühgeschichte |                          |             |      |
| aKD-ALSH-Nr. 002 032 | Grabmal > Grabhügel     | Grabhügel                                | Vor- und/oder Frühgeschichte |                          |             |      |
| aKD-ALSH-Nr. 002 033 | Grabmal > Grabhügel     | Grabhügel                                | Vor- und/oder Frühgeschichte |                          |             |      |
| aKD-ALSH-Nr. 002 034 | Grabmal > Grabhügel     | Grabhügel                                | Vor- und/oder Frühgeschichte |                          |             |      |
| aKD-ALSH-Nr. 002 035 | Grabmal > Grabhügel     | Grabhügel                                | Vor- und/oder Frühgeschichte |                          |             |      |
| aKD-ALSH-Nr. 002 036 | Grabmal > Grabhügel     | Grabhügel                                | Vor- und/oder Frühgeschichte |                          |             |      |
| aKD-ALSH-Nr. 002 037 | besonderer Stein        | Inschriftenstein/Grenzstein/Schalenstein |                              |                          |             |      |
| aKD-ALSH-Nr. 002 038 | Grabmal > Grabhügel     | Grabhügel                                | Vor- und/oder Frühgeschichte |                          |             |      |
| aKD-ALSH-Nr. 002 039 | besonderer Stein        | Inschriftenstein/Grenzstein/Schalenstein |                              |                          |             |      |
| aKD-ALSH-Nr. 002 040 | Ziegelei/Töpferei       | Ziegelei/Töpferei                        | Spätmittelalter              | Staatsforst „Wildkoppel“ |             |      |
| aKD-ALSH-Nr. 002 041 | Grabmal > Grabhügel     | Grabhügel                                | Vor- und/oder Frühgeschichte |                          |             |      |
| aKD-ALSH-Nr. 002 042 | Grabmal > Langbett      | Langbett/Steinreihe                      | Neolithikum                  |                          |             |      |
| aKD-ALSH-Nr. 002 043 | Befestigung > Burg      | Burg/Motte/Ringwall/Turmhügel            | Mittelalter                  |                          |             |      |
| aKD-ALSH-Nr. 002 044 | Altacker                | Altacker (celtic field)                  | Vorgeschichte                |                          |             |      |
| aKD-ALSH-Nr. 002 045 | besonderer Stein        | Inschriftenstein/Grenzstein/Schalenstein |                              |                          |             |      |
| aKD-ALSH-Nr. 002 046 | Grabmal > Grabhügel     | Grabhügel                                | Vor- und/oder Frühgeschichte |                          |             |      |
| aKD-ALSH-Nr. 002 047 | Grabmal > Grabhügel     | Grabhügel                                | Vor- und/oder Frühgeschichte |                          |             |      |
| aKD-ALSH-Nr. 002 048 | Grabmal > Grabhügel     | Grabhügel                                | Vor- und/oder Frühgeschichte |                          |             |      |
| aKD-ALSH-Nr. 002 049 | Grabmal > Grabhügel     | Grabhügel                                | Vor- und/oder Frühgeschichte |                          |             |      |
| aKD-ALSH-Nr. 002 050 | Grabmal > Grabhügel     | Grabhügel                                | Vor- und/oder Frühgeschichte |                          |             |      |
| aKD-ALSH-Nr. 002 051 | Grabmal > Grabhügel     | Grabhügel                                | Vor- und/oder Frühgeschichte |                          |             |      |
| aKD-ALSH-Nr. 002 052 | Grabmal > Grabhügel     | Grabhügel                                | Vor- und/oder Frühgeschichte |                          |             |      |